# Guglielmo Segato

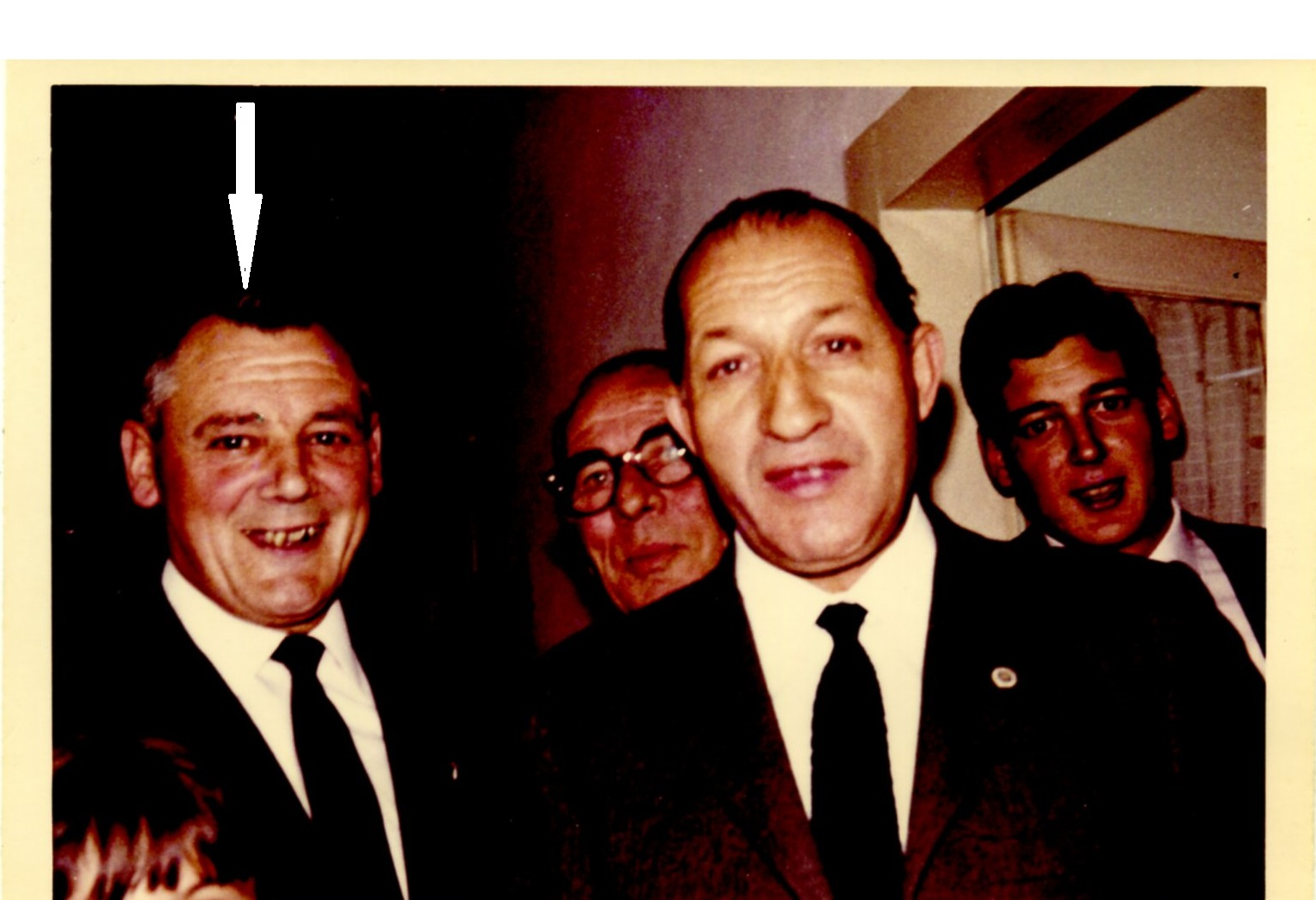
Guglielmo Segato

Guglielmo Segato (23 de março de 1906 — 19 de abril de 1979) foi um ciclista italiano que participava em competições de ciclismo de estrada.
Antes de fazer o salto para o profissionalismo, Segato competiu nos Jogos Olímpicos de 1932 em Los Angeles, onde foi o vencedor e recebeu a medalha de ouro na prova de estrada por equipes, juntamente com Giuseppe Olmo e Attilio Pavesi. Nestes mesmo Jogos, conquistou a medalha de prata na estrada individual.